# Nicole Le Douarin

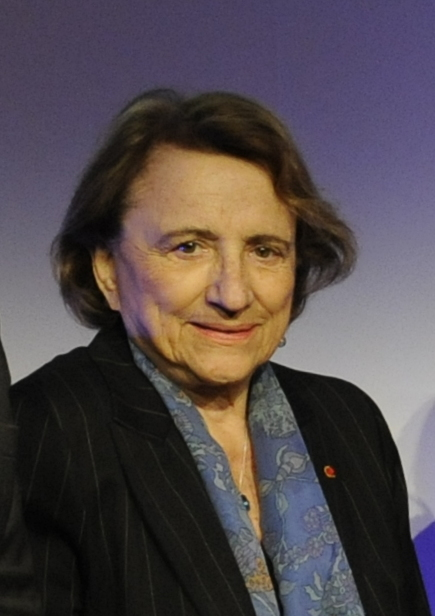
Nicole Le Douarin 2013

Nicole Marthe Le Douarin (* 20. August 1930 in Lorient als Nicole Marthe Chauvac) ist eine französische Entwicklungsbiologin.

## Leben
Le Douarin erwarb 1954 an der Universität von Paris einen Bachelor. Nach einigen Jahren als Lehrerin an einem Lycée ging sie 1960 an das Centre national de la recherche scientifique (CNRS), wo sie 1964 bei Étienne Wolff einen Doktor der Naturwissenschaften erwarb. 1965/1966 hatte sie eine Stellung als Hochschullehrerin (Maître de conférences) an der Universität Clermont-Ferrand, bevor sie 1966 in gleicher Funktion an die Universität Nantes ging. 1971 erhielt sie dort eine Professur und wechselte 1975 als Leiterin an das Institut für zelluläre und molekulare Embryologie des CNRS. 1988 erhielt sie einen Ruf an das Collège de France in Paris, wo sie 2000 emeritiert wurde. Seit 2001 war sie Ständige Sekretärin (Secrétaire perpétuelle) der Académie des Sciences, seit 2006 ist sie ständige Ehrensekretärin (Secrétaire perpétuelle honoraire).
Le Douarin ist verheiratet und hat zwei Kinder.

## Wirken
Le Douarin gehört zu den führenden und einflussreichsten Entwicklungsbiologen. Sie hat mit einer Chimäre von Japanischer Wachtel (Coturnix japonica) und Haushuhn einen wichtigen experimentellen Organismus entwickelt. An diesem Modell konnte sie den Ursprung und die Wanderung der Zellen der Neuralleiste aufklären und detailliert kartieren. Weitere Arbeiten befassen sich mit der entsprechenden Entwicklung des hämatopoetischen Systems und des Gefäßsystems. Le Douarin und Mitarbeiter konnten außerdem zeigen, dass neben der Elimination bestimmter T-Zellen die Schaffung einer Thymus-Umgebung regulatorischer Zellen eine wichtige Rolle in der Entwicklung der Selbsttoleranz spielt.

## Auszeichnungen (Auswahl)
- 1972 Ritter (Chevalier) des Ordre des Palmes Académiques
- 1975 Offizier des Ordre national du Mérite
- 1980 Korrespondierendes Mitglied der französischen Académie des sciences[1]
- 1980 Ritter (Chevalier) der Légion d’Honneur
- 1981 Offizier (Officier) des Ordre des Palmes Académiques
- 1982 Mitglied der französischen Académie des sciences[1]
- 1984 Mitglied der American Academy of Arts and Sciences[2]
- 1986 Médaille d’or du CNRS[3]
- 1986 Kyoto-Preis[4]
- 1988 Kommandeur des Ordre national du Mérite
- 1988 Gründungsmitglied der Academia Europaea[5]
- 1989 Mitglied der Royal Society[6]
- 1989 Mitglied der National Academy of Sciences
- 1989 Ehrendoktorat der Columbia University
- 1990 Louis-Jeantet-Preis[7]
- 1990 Ehrendoktorat der Universität Complutense Madrid
- 1991 Offizier der Légion d'Honneur
- 1993 Louisa-Gross-Horwitz-Preis[8][9]
- 1995 Großoffizier des Ordre national du Mérite
- 1997 Kommandeur der Légion d'Honneur
- 1998 Ehrendoktorat der Universidade Federal do Rio de Janeiro
- 1998 Ehrendoktorat der Universität Montreal
- 1999 Mitgliedschaft in der Pontifikalen Akademie der Wissenschaften[10]
- 1999 Ehrendoktorat der Université libre de Bruxelles
- 2001 Mitglied der Académie royale des Sciences, des Lettres et des Beaux-Arts de Belgique[11]
- 2003 Prix mondial Cino Del Duca
- 2003 Grand officier de la Légion d’Honneur[12]
- 2004 Ehrendoktorat der Universität Genf
- 2004 Pearl Meister Greengard Prize
- 2005 Edwin G. Conklin Medal
- 2006 Großkreuz des Ordre national du Mérite
- 2006 Kommandeur des Ordre des Palmes Académiques
- 2007 Ralph-W.-Gerard-Preis
- 2010 Grand-croix de la Légion d’Honneur[12][13]